# アニメTV
『アニメTV』（Anime-TV、アニメティーヴィー）は、2000年10月から2015年9月まで関東圏の独立放送局であるtvkやTOKYO MXなどで放送していたアニメ系情報番組。制作はエイアンドジー。

## 概要
アニメ・ゲームの紹介や、スタジオに招かれたゲストとのトークなどをするアニメ系の情報番組だった。主なコーナーは「スタジオゲスト」「今週のいちおし」「ニュース&リリース」「特集」だった。
放送開始当初は某テレビスタジオのミキサー室で収録していたが、2004年頃から都内のバーやカラオケボックスで収録するようになり、番組終了まではカラオケボックスチェーン・パセラの店舗で収録していた。
2015年9月、放送終了。

## 歴史
- 2000年10月 - 『アニメージュTV』のリニューアルにより、tvk、テレビ埼玉、キッズステーションで放送開始。パーソナリティは山本麻里安がアニメージュTVより続投。
- 2004年4月 - CS放送局がキッズステーションからCS GyaO（現エンタメ〜テレ☆シネドラバラエティ）に変更される。
- 2007年10月 - AT-Xで放送開始。
- 2008年7月 - 『アニメージュTV』から約9年にわたりパーソナリティを務めた山本が番組を卒業。後任は当番組でレポーターを務めたこともある藤田咲。
- 2010年
  - 1月9日 - TOKYO MXでのネット開始。
  - 3月27日 - tvkでの放送が終了となる[2]。
  - 5月1日 - DVDソフトを紹介する月に1回のコーナー「DVD倶楽部」が終了したことにより、千葉保弘[3]が番組を卒業。
- 5月8日 - 放送500回を達成。堀江由衣がスペシャルゲストとして登場し、「500」をキーワードにしてトークを展開した。藤村歩、岡本信彦、森久保祥太郎、伊藤静から祝福コメントが寄せられた。
- 2012年
  - 3月29日 - 藤田が番組を卒業。番組開始からスポンサーを務めていた日本ナレーション演技研究所も降板。サプライズゲストとして千葉保弘、福原香織、牧野由依が登場した。
  - 4月2日 - 庄子裕衣が新たなパーソナリティに就任。5pb.が新たなスポンサーとなる。ナレーターは、勝田詩織、松井恵理子、宮健一が務めることを発表。
  - 12月3日 - 番組の画角が16：9フルワイド化。（それまでは4：3超額縁だった）
- 2013年
  - 6月27日 - 庄司裕衣が番組を卒業。サプライズゲストとして井ノ上奈々が登場した。
  - 7月4日 - 原由実が新たなパーソナリティに就任。
- 2014年
  - 1月 - 番組内で短編アニメの『お姉ちゃんが来た』を放送開始[4]。同年3月まで放送された。
  - 4月 - 番組内で短編アニメの『はいたい七葉』を放送開始[5]。
- 2015年
  - 6月24日 - TOKYO MXでの放送が終了。
  - 7月4日 - tvkでの放送が再開。
  - 9月26日 - 放送終了。

## 出演者
| 期間            | パーソナリティ | レポーター               |
| --------------- | -------------- | ------------------------ |
| 1999.4 - 2004.3 | 山本麻里安     | 中原麻衣                 |
| 2004.4 - 2006.7 | 山本麻里安     | 佐藤奏美、藤田咲子       |
| 2006.7 - 2007.6 | 山本麻里安     | 佐藤奏美                 |
| 2007.7 - 2008.7 | 山本麻里安     | 谷川遥 長谷川千紘 瞳麻弥 |
| 2008.8 - 2012.3 | 藤田咲         | 谷川遥 長谷川千紘 瞳麻弥 |
| 2012.4 - 2013.6 | 庄子裕衣       | 長谷川千紘 瞳麻弥        |
| 2013.7 - 2015.9 | 原由実         |                          |

## エピソード
番組初期には、石井康嗣がナレーターを務めていた。初代レポーターの中原麻衣は、当時番組スポンサーだった日本ナレーション演技研究所の出身であり、番組中で流れていた同社CMの声優養成風景にも登場した。
2代目以降のレポーターは声優志望の女子学生が務めており、これがきっかけで声優事務所入りが決まる場合もあった。2代目レポーターの佐藤奏美は番組卒業後、事務所入所が決まっていたが、諸事情により延期になり2008年にアイムエンタープライズへの所属が決まった。
2003年7月と2004年1月の2回、『ナースウィッチ小麦ちゃんマジカルて』のPRを兼ね、「アニメTV + PLUS」という特別番組が放送された。放送局はテレビ神奈川のほか、当番組を放送していない千葉テレビとテレビ埼玉の計3局。CSでの放送はなかった。司会は『小麦ちゃん』主演の桃井はるこで、山本麻里安は出演していない。
2004年にアニメソング界で「兄貴」と呼ばれる水木一郎がゲスト出演した際は、画面右下の番組ロゴが「Aniki TV」に差し替えられた。2008年6月に放送400回を迎えた際には、水木自身が歌手生活40周年だったことから「4」繋がりで祝福のコメントを寄せている。
2005年12月から2006年6月までの7ヶ月間、一部の回を除きエンディングトークが放送されなかった。しかし、2006年7月より再びエンディングトークが毎週放送されるようになった。
かつて「パセラボTV」のコーナーがあり、ここでは酒井香奈子がナビゲーターを務めていた。「パセラボTV」公式サイトでは引き続き更新が続いていた。

## スタッフ
- スタイリスト：小里幸子
- ヘアメイク：fringe
- 技術協力：MA-1、MDstudio
- 衣装協力：原宿エルメ
- FD：石田智行
- 構成：河村裕介
- プロデューサー：三宅浩之（株式会社エイアンドジー）
- ゼネラルプロデューサー：大塚勤（株式会社エイアンドジー・代表取締役社長）
- 製作著作：株式会社エイアンドジー

過去のスタッフ
- 演出補→ディレクター・構成：金田仁（株式会社センテ）
- スタイリスト：杉本京加
- ヘアメイク：富安清志、水谷さやか
- 技術協力：マリポーサカンパニー
- 衣装協力：Eos Intimates
- 演出：飯村浩之（株式会社センテ）
- 制作協力：株式会社センテ
- アシスタントプロデューサー：中村慧一郎
- プロデューサー：松本崇（株式会社エイアンドジー）→野田英生（株式会社エイアンドジー）

## 放送局
| 放送対象地域 | 放送局         | 放送日                                  | 備考 |
| ------------ | -------------- | --------------------------------------- | --- |
| 東京都       | TOKYO MX       | 水曜 28:00 - 28:30 （木曜 4:00 - 4:30） | 2010年1月9日放送開始。 2011年6月25日まで土曜 22:00 - 22:30 2012年3月29日まで木曜 20:30 - 21:00 2012年12月24日まで月曜 27:00 - 27:30 2015年3月25日まで水曜 27:00 - 27:30 地上波唯一の放送局で、放送が最も早かった。 20:30時代、年末年始に関しては特別編成のため15時から放送することがあった。 |
| 日本全域     | AT-X           | 木曜 20:30 - 21:00                      | （再放送）土曜 12:30 - 13:00、火曜 28:30 - 29:00 ※編成都合上放送休止になる場合あり 2012年9月29日までの初回放送 火曜 9:30 - 10:00 2015年3月25日までの初回放送 木曜 9:30 - 10:00 |
| 日本全域     | エンタメ〜テレ | 日曜 8:00 - 8:30                        | （再放送）木曜 15:30 - 16:00、金曜 8:30 - 9:00 |

過去の放送局
- キッズステーション
- テレ玉
- TOKYO MX - 2010年1月から2015年6月まで放送していた。
- tvk - 番組開始の2000年10月から放送し、2010年3月27日に一旦放送が終了した。2015年7月から再び放送を開始したが、同年9月に番組が終了した。

## 主なオープニングテーマ
- 絶対無敵LOVE（歌：山本麻里安）
- Hasta La Vista（歌：今井麻美）
- もう一度（歌：下田麻美）
- 蛍火（歌：原由実）
- フェノグラム（歌：彩音）
- cry out（歌：彩音）（2012年5月度）
- ネプテューヌ☆サガして（歌：アフィリア・サーガ）
- Crossover（歌：原由実、2014年10月度）

## 主なエンディングテーマ
「アニメTV」になって以降の番組エンディングテーマ曲は以下の通り。並びは使用順。
1. review 〜もしも神様がいるのなら〜（歌：Fancy Free Flamingo）
2. ひまわり（歌：飯塚雅弓）
3. アフタースクール after school（歌：とりおまてぃっく）
4. 恋の色（歌：飯塚雅弓）
5. 揺らぐことない愛（歌：田村直美）
6. proof of life（歌：石田燿子）
7. 星めぐり（歌：折笠富美子）
8. 羽（歌：KOTOKO）
9. お世話します（歌：吉住梢・門脇舞・吉川由弥）
10. 鼻歌（はみんぐ）でいず♪（歌：川澄綾子・清水愛）
11. Re-sublimity（歌：KOTOKO）
12. 螺旋のプロローグ（歌：清水愛）
13. Olive（歌：奥井雅美）
14. 情熱の女神（歌：石田燿子）
15. 硝子の靡風（がらすのかぜ）（歌：KOTOKO）
16. Flower（歌：折笠富美子）
17. metamorphose（歌：高橋洋子）
18. 蜜-mitsu-（歌：奥井雅美）
19. seed（歌：川田まみ）
20. OUTRIDE（歌：アニサマフレンズ）
21. 最高の片想い（歌：タイナカサチ）
22. Chercher 〜シャルシェ〜（歌：KOTOKO）
23. 会いたいよ。（歌：タイナカサチ）
24. 天壌を翔る者たち（歌：Love Planet Five）
25. Generation-A（歌：アニサマフレンズ）
26. mo・o!（歌：LOVERIN TAMBURIN）
27. JOINT（歌：川田まみ）
28. euphoric field（feat.ELISA）
29. ひかりなでしこ（歌：島みやえい子）
30. Over the Future（歌：可憐Girl's）
31. Yells 〜It's a beautiful life〜（歌：アニサマフレンズ）
32. Fly Away（歌：THYME）
33. PSI-missing（歌：川田まみ）
34. ebullient future（歌：ELISA）
35. MY WINGS（歌：可憐Girl's）
36. masterpiece（歌：川田まみ）
37. 誓い言〜スコシだけもう一度〜（歌：IKU）
38. pray（歌：C.G mix）
39. Wonder Wind（歌：ELISA）
40. 蒼-iconoclast（歌：kotoko）
41. Spyglass（歌：詩月カオリ）
42. daily-daily Dream（歌：KOTOKO）
43. Dear My Friend -まだ見ぬ未来へ-（歌：ELISA）
44. only my railgun（歌：fripSide）
45. Prophecy（歌：川田まみ）
46. SCREW（歌：KOTOKO）
47. Voice〜辿りつく場所〜（歌：タイナカサチ）
48. linkage（歌：川田まみ）
49. My Secret（歌：水野佐彩）
50. 碧羅の天へ誘えど（歌：KOTOKO）
51. ∞ループ（歌：heidi.）
52. Loop-the-Loop（歌：KOTOKO）
53. No buts!（歌：川田まみ）
54. everlasting（歌：fripSide）
55. つまさきだち（歌：伊藤かな恵）
56. UTAO（歌：浪川大輔）
57. Borderland（歌：川田まみ）
58. 脳内ONLY（スタプラ！星華学院芸能部 team.アルタイル）
59. Shining Star-☆-LOVE Letter（井口裕香）
60. 疾走論（歌：原田ひとみ）
61. Dear Darling（今井麻美）
62. 私は想像する（昆夏美）
63. 愛しき日々（流田Project）
64. シャララ☆ランデヴー（星華学院芸能部team.スピカ）

## OVA本編の先行放送
2002年から2007年頃まで不定期に、番組枠をすべて使用して、ショウゲート（旧東芝デジタルフロンティア、東芝エンタテインメント）とジェネオンが製作に関わるOVAの先行放送をしていたことがあった。
放送実績は以下の通り。日付はテレビ神奈川での放送日。
- 第96回放送（2002年8月3日） 『ナースウィッチ小麦ちゃんマジカルて』 KARTE.1
- 第109回放送（2002年11月2日） 『ナースウィッチ小麦ちゃんマジカルて』 KARTE.2
- 第152回放送（2003年8月30日） 『ナースウィッチ小麦ちゃんマジカルて』 KARTE.3
- 第167回放送（2003年12月13日） 『ナースウィッチ小麦ちゃんマジカルて』 KARTE.4
- 第180回放送（2004年3月13日） 『ナースウィッチ小麦ちゃんマジカルて』 KARTE.5（前編）
- 第181回放送（2004年3月20日） 『ナースウィッチ小麦ちゃんマジカルて』 KARTE.5（後編）
  - KARTE.5は通常の番組の枠内で2週に分けて放映された。
- 第204回放送（2004年8月28日） 『ナースウィッチ小麦ちゃんマジカルてZ』 おぺ.1
- 第222回放送（2005年1月1日） 『ナースウィッチ小麦ちゃんマジカルて』 KARTE.1（再放送）
- 第232回放送（2005年3月12日） 『撲殺天使ドクロちゃん』 第1話・第2話
- 第241回放送（2005年5月14日） 『撲殺天使ドクロちゃん』 第3話・第4話
- 第250回放送（2005年7月16日） 『撲殺天使ドクロちゃん』 第5話・第6話
- 第255回放送（2005年8月20日） 『ナースウィッチ小麦ちゃんマジカルてZ』 おぺ.2
- 第258回放送（2005年9月10日） 『撲殺天使ドクロちゃん』 第7話・第8話
- 第284回放送（2006年3月18日） 『大魔法峠』 第1話・第2話
- 第297回放送（2006年6月17日） 『大魔法峠』 第3話・第4話
- 第314回放送（2006年10月14日） 『大魔法峠』 第5話・第6話
- 第336回放送（2007年3月17日） 『大魔法峠』 第7話・第8話
- 第357回放送（2007年8月11日） 『撲殺天使ドクロちゃん2』 第1話・第2話
- 第370回放送（2007年11月10日） 『撲殺天使ドクロちゃん2』 第3話・第4話

この枠で放映された作品は、「邪道魔法少女三部作」と総称されている。放送時間の関係から、スタッフロールは高速で流された。
『ドクロちゃん』シリーズの放送では、撲殺シーンなどの過激な描写が別の絵に差し替えられた。

## イベント
2006年から2008年頃まで年に1回、公開収録イベントが行われた。
Anime-TV CARNIVAL
2006年6月25日 パセラリゾーツ横浜関内店
Anime-TV CARNIVAL Vol.2
2007年6月17日 パセラ新宿店
Anime-TV CARNIVAL Vol.3
2008年6月21日 パセラリゾーツ横浜関内店